# پادشاهی لمباردی-ونیز
پادشاهی لمباردی-ونیز از سال ۱۸۱۵ تا ۱۸۶۶، یکی از سرزمین‌های تشکیل‌دهنده (سرزمین سلطنتی) امپراتوری اتریش بود. این پادشاهی در سال ۱۸۱۵ با قطعنامه کنگره وین در به رسمیت شناختن حقوق خاندان اتریشی هابسبورگ-لورن بر دوک‌نشین سابق میلان و جمهوری سابق ونیز پس از فروپاشی پادشاهی ناپلئونی ایتالیا که در سال ۱۸۰۵ اعلام شده بود، ایجاد شد.
این پادشاهی تنها پنجاه سال دوام آورد - منطقه لومباردی در سال ۱۸۵۹ پس از جنگ دوم استقلال ایتالیا به فرانسه واگذار شد که بلافاصله آن را به پادشاهی ساردینیا واگذار کرد. لومباردی-ونیز سرانجام در سال ۱۸۶۶ منحل شد، زمانی که قلمرو باقی‌مانده آن پس از پیروزی پادشاهی علیه اتریش در جنگ سوم استقلال ایتالیا، در پادشاهی تازه اعلام‌شده ایتالیا ادغام شد.